# Knooppunt Tiglia
Knooppunt Tiglia is een knooppunt in de Nederlandse provincie Limburg.
Het is een knooppunt tussen de A73 en de A74 in de gemeente Venlo.
De naam verwijst naar de middeleeuwse naam voor Tegelen en naar de lokale dakpannenindustrie die zich ten oosten van het knooppunt bevond. Het knooppunt is onvolledig, de A74 kan vanaf de A73 slechts vanuit het noorden worden bereikt, komend uit Duitsland kan ook niet voor de zuidelijke richting van de A73 worden gekozen.
In augustus 2010 is in Venlo het definitieve Tracébesluit voor de aanleg van de A74 getekend door oud-minister van Verkeer en Waterstaat Camiel Eurlings. Het ministerie van Verkeer en Waterstaat heeft zich maximaal ingespannen de A74 vóór de 2012 Floriade, die op 4 april 2012 door koningin Beatrix werd geopend, in gebruik te nemen. Eerst was er sprake van dat dit knooppunt Ulingsheide zou gaan heten, later is er echter bewegwijzering geplaatst met de naam Tiglia. Het knooppunt is geopend voor het verkeer op 5 april 2012.
Ten zuiden van het knooppunt ontspringt de Wijlderbeek.

## Richtingen knooppunt
| Aansluitende wegen                    | Aansluitende wegen | Aansluitende wegen                             | Aansluitende wegen | Aansluitende wegen |
| ------------------------------------- | ------------------ | ---------------------------------------------- | ------------------ | ------------------ |
| richting Venlo / Nijmegen / Beuningen |                    |                                                |                    |                    |
|                                       |                    |                                                |                    |                    |
|                                       |                    |                                                |                    |                    |
|                                       |                    |                                                |                    |                    |
| richting Roermond / Maasbracht        |                    | () richting Nettetal (D) / Mönchengladbach (D) |                    |                    |

Almere · Amstel · Arnestein · Assen · Azelo · Badhoevedorp · Bankhoef · Batadorp · Beekbergen · Benelux · Beverwijk · Bodegraven ·  Boterdiep ·  Buren · Burgerveen · Coenplein · De Baars · De Hoek · De Hogt · De Nieuwe Meer · De Poel · De Punt · De Stok · Deil · Diemen · Drachten · Drie Klauwen · Eemnes · Ekkersweijer · Emmeloord · Empel · Euvelgunne · Everdingen · Ewijk · Galder · Gooimeer · Gorinchem · Gouwe · Grijsoord · Hattemerbroek · Heerenveen · Hellegatsplein · Het Vonderen · Hintham · Hoevelaken · Hofvliet · Holendrecht · Holsloot · Hoogeveen · Hooipolder · IJmuiden (niet officieel) · Joure · Julianaplein · Kerensheide · Kethelplein · Klaverpolder · Kleinpolderplein · Kooimeer · Kruisdonk · Kunderberg · Lankhorst · Leenderheide · Lunetten · Maanderbroek · Markiezaat · Muiderberg · Neerbosch · Noordhoek · Ommedijk · Oud-Dijk · Oudenrijn · Paalgraven · Princeville · Prins Clausplein · Raasdorp ·  Reitdiep ·  Ressen · Ridderkerk · Rijkevoort · Rijnsweerd · Rottepolderplein · Rozenburg · Sabina · Sint-Annabosch · Stelleplas · Slufter · Ten Esschen · Terbregseplein · Tiglia · Vaanplein · Valburg · Velperbroek · Velsen · Vlaardingen · Vught · Waterberg · Watergraafsmeer · Werpsterhoek · Westerlee · Ypenburg · Zaandam · Zaarderheiken · Zonzeel · Zoomland · Zuidbroek · Zurich

Geplande knooppunten:
De Liemers · Zestienhoven

Voormalige knooppunten:
Bocholtz · Ekkersrijt · Europaplein (Groningen) · Europaplein (Maastricht) · Lindenholt